# Phanerotoma notabilis
Phanerotoma notabilis är en stekelart som beskrevs av Herbert Zettel 1992. Phanerotoma notabilis ingår i släktet Phanerotoma och familjen bracksteklar. Inga underarter finns listade i Catalogue of Life.